# Drosera mannii
Drosera mannii es una especiede planta carnívora perteneciente a la familia Droseraceae que es originaria de Australia.

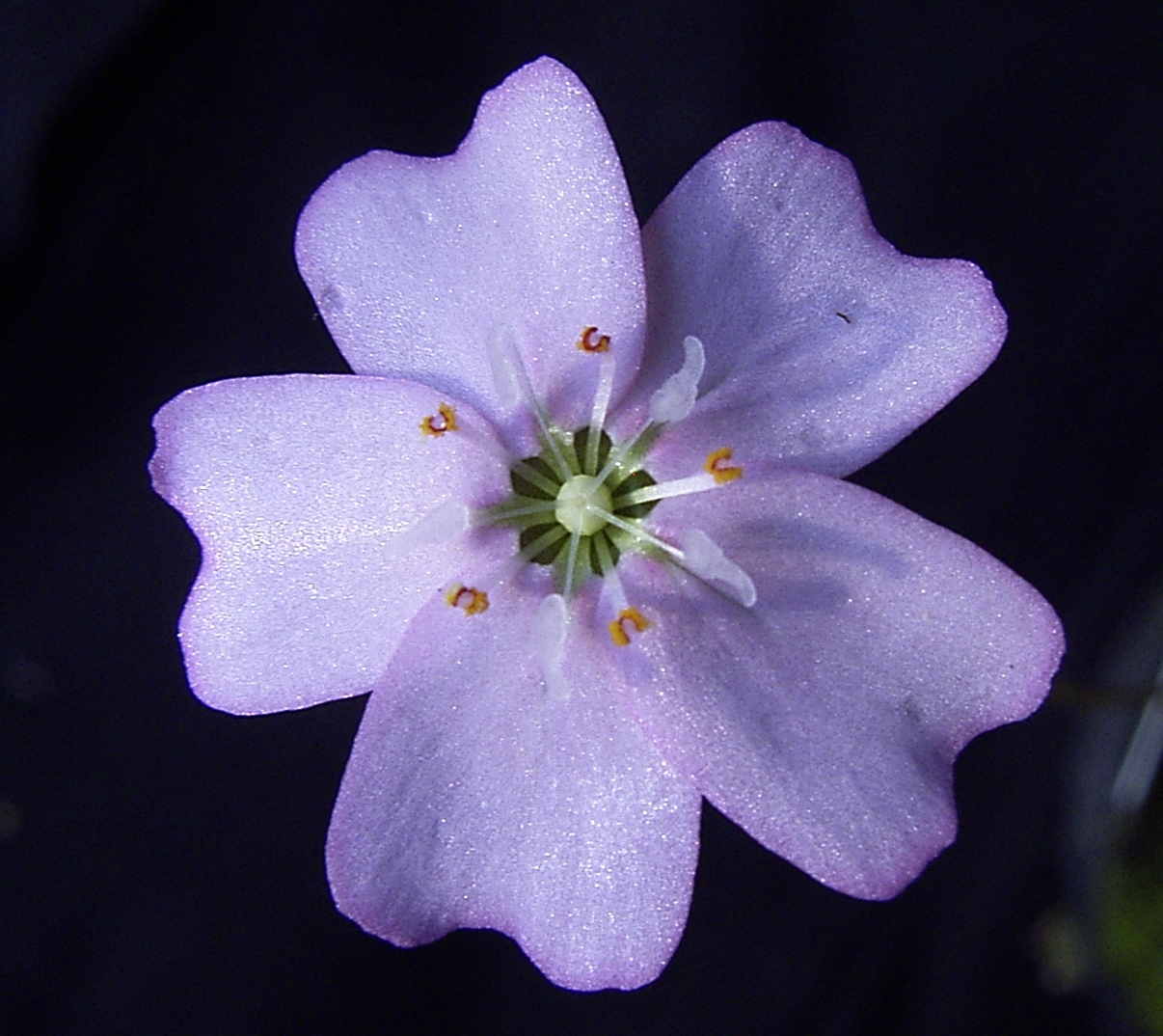
Flor

## Descripción
Drosera mannii es una planta perenne herbácea. Forma una roseta plana compacta de hojas horizontales con un diámetro de aproximadamente  1,5 cm. El eje  es corto y cubierto solamente con pocas, o sin, hojas marchitas de la temporada anterior. Lasestípulas son ampliamente ovadas, de 3 mm de largo y 3 mm de diámetro en la base. Las estípulas son propios de 3,5 mm de largo, 3 mm de ancho y de tres lóbulos. El lóbulo medio se divide en 3 segmentos. Las láminas de las hojas son ampliamente elípticas, de 2,5 mm de largo y 2 mm de ancho. Los tentáculos con glándulas  más largos se encuentran en el borde, más cortos en el interior. En la parte inferior tiene algunas glándulas. Los pecíolos son de hasta 5 mm de largo, 0.5 mm en la base, amplios en el medio y el cono. Son semi-lanceolados y completamente sin pelos. 
El tiempo de floración es de noviembre a diciembre. Los uno a dos tallos de las flores son de 5-10 cm de largo y glabros por debajo de la inflorescencia, también salpicada de glándulas. La inflorescencia contiene de 10 a 24 flores en  pedículos de alrededor de 2,5 mm de largo. Los sépalos lanceolados amplios son de 2,5 mm de largo y de 1,3 a 1,5 mm de ancho. Los bordes y las puntas son dentados y libre de las glándulas. La superficie restante está cubierta con glándulas cilíndricas, de cabeza roja. Los pétalos de color rosa brillante para blanco tienen forma de cuña, de 5-8 mm de largo y 5.5 mm de ancho. La base de los pétalos forma una forma de cuña,  verdosa con 1 mm de longitud y 0,3 mm de ancho. 

## Distribución y hábitat
Drosera mannii se produce solamente en una pequeña zona en el extremo suroeste de Australia. La planta crece en suelos arcillosos húmedos. La planta precisa las condiciones de humedad similares que se encuentran en la arena de turba. La única población conocida se encuentra en Bannister.

## Taxonomía
Drosera mannii fue descrita por Martin Roy Cheek y publicado en Phytologia 68: 86 1990.
Etimología
Drosera: tanto su nombre científico –derivado del griego δρόσος (drosos): "rocío, gotas de rocío"– como el nombre vulgar –rocío del sol, que deriva del latín ros solis: "rocío del sol"– hacen referencia a las brillantes gotas de mucílago que aparecen en el extremo de cada hoja, y que recuerdan al rocío de la mañana.
mannii: epíteto